# 松倉站
松倉站（日语：／ Matsukura eki */?）是位於岩手縣釜石市甲子町，東日本旅客鐵道（JR東日本）的釜石線車站。

## 歷史
- 1945年（昭和20年）6月15日：車站啟用[1][2]。
- 1970年代：成為業務委託車站。
- 1983年（昭和58年）3月10日：結束行李起卸業務[3]。同時成為無人車站[4]。
- 1987年（昭和62年）4月1日：伴隨國鐵分割民營化，車站由東日本旅客鐵道（JR東日本）營運[1][2]。
- 2021年（令和3年）3月13日：所有快速「濱百合」班次停靠此站[5]。

## 車站構造
車站是一座地面車站，設有1面1線的單式月台。此站是由釜石站管理的無人車站。

## 車站周邊
- 釜石市政廳 甲子地區生活中心
- 岩手縣立釜石高等學校（日语：岩手県立釜石高等学校）
- 釜石市立甲子中學
- 釜石市立甲子小學
- 釜石市陸上競技場
- 國道283號（日语：国道283号）
- 正福寺幼稚園

## 其他
此站的愛稱為「La Suda Kruco（世界語）」，意思為南十字星。

## 相鄰車站
東日本旅客鐵道（JR東日本）
■釜石線
□快速「濱百合」
遠野－（3、6號停靠岩手上鄉）－松倉－小佐野
■普通
洞泉－松倉－小佐野

## 注腳
1. 1 2 3  曾根悟（監修）. 朝日新聞出版分冊百科編集部（編集） , 编. . 週刊朝日百科. 21号 釜石線・山田線・岩泉線・北上線・八戸線. 朝日新聞出版. 2009-12-06: 11 （日语）.
2. 1 2 3  石野哲（編）. . JTB. 1998: 494–495. ISBN 978-4-533-02980-6 （日语）.
3. ↑  . 官報 (16828). 1983-03-09 （日语）.
4. ↑  . 鐵道公報 (日本國有鐵道總裁室文書課). 1983-03-09: 2 （日语）.
5. ↑   (PDF) (新闻稿). 東日本旅客鉄道盛岡支社. 2020-12-18  [2020-12-19]. （原始内容 (PDF)存档于2020-12-19） （日语）.

## 外部連結
- 車站資訊（松倉）：東日本旅客鐵道（日語）